# Luc Van den Bossche
Luc Van den Bossche (Aalst, 16 settembre 1947) è un politico belga.

## Biografia
Luc Van den Bossche ha ottenuto un dottorato in giurisprudenza presso l'Università di Gand ed è diventato avvocato. In giovane età è stato politicamente attivo per il Partito Socialista Belga e nel 1973 ha ricoperto l'incarico di vice-presidente dei Giovani socialisti, di cui ne è stato presidente dal 1974 al 1977. È stato anche un insegnante.
Dal 1981 al 1995 e ancora per un mese solo dopo le elezioni del giugno 1999 è stato membro del Parlamento federale come deputato alla Camera dei rappresentanti per l'arrondissement di Gand-Eeklo. Nel periodo dal dicembre 1981 al maggio 1995 è stato a causa del doppio mandato allora esistente, membro del Consiglio fiammingo il 21 ottobre 1980, il successore del Consiglio culturale della Comunità culturale olandese, che è stato creato il 7 dicembre 1971 ed è stato il precursore del corrente Parlamento fiammingo. Nelle prime elezioni dirette del Parlamento fiammingo il 21 maggio 1995 è stato eletto nella circoscrizione Gand-Eeklo. Ha fatto parte solo per un mese del Parlamento fiammingo fino al 20 giugno 1995 quando ha prestato giuramento come membro del governo Van den Brande IV.
Dal 1988 al 1992 è stato ministro fiammingo per gli affari interni. Nel periodo che va dal 1995 al 1998 è stato vice- ministro presidente delle Fiandre. Nel 1998 è diventato ministro dell'interno nel governo federale, succedendo a Louis Tobback che siera dimesso dopo la morte del richiedente asilo Semira Adamu. A seguito delle dimissioni di Marcel Colla, nella crisi della diossina (1999), ha anche ottenuto la responsabilità sulla Salute pubblica.
Dopo le elezioni di quell'anno l'SP fu di nuovo membro nel governo federale e lui stesso ricevette la responsabilità della funzione pubblica e della modernizzazione della pubbliche amministrazioni. In questa veste ha lanciato il Piano Copernico. Ha costruito una coerenza nella sua carriera ministeriale per l'immagine di un tecnocrate.
Dopo una carriera politica che copre più di venti anni di attività Van den Bossche Van ha fatto un passo indietro dalla politica dopo le elezioni del 2003. Sua figlia Freya Van den Bossche fu ministro nel governo federale. Lui stesso è stato a partire dal 27 maggio 2003 Presidente dell'Associatie Universiteit Gent (Associazione dell'Università di Gand). Il 1º settembre 2003 è diventato amministratore delegato di "The Brussels International Airport Company" (BIAC) succedendo a Pierre Klees. Nel 2005 si è dimesso da questa posizione.
Nel 2011 è entrato a fare parte di Optima, servizi finanziari di Gand, dove è stato Presidente del Consiglio di divisione di gestione della banca. Le sue mosse avevano innescato molto interesse. Nel 2015 si è dimesso da presidente della banca ed è diventato presidente del consiglio globale di Optima, una consociata attiva nel settore immobiliare. Nel giugno 2016 si è dimesso, quando la "sorella" della banca Optima corse in problemi finanziari.

## Vita privata
Van den Bossche è separato dalla moglie Lieve Bracke (1947). È stato segretario del consiglio di amministrazione dell'Università di Gand e ha condotto un gruppo di lavoro sul 200º anniversario. La politica Freya Van den Bossche è sua figlia.
Luc Van den Bossche è un membro della loggia Labyrint di Gand che fa parte della Gran Loggia del Belgio.